# ریزش پل موروی
در ۳۰ اکتبر ۲۰۲۲ یک پل معلق در شهر موروی واقع در ایالت گجرات هند فرو ریخت. این پل دویست و سی متری که در دوران استعمار بریتانیا بر روی رودخانه ماچو در ایالت گجرات ساخته شده بود چند روز پیش و پس از ۶ ماه تعمیرات برای عبور و مرور بازگشایی شده بود. نارندرا مودی، نخست‌وزیر هند که اهل ایالت گجرات است خواستار بسیج اضطراری گروه‌های امدادرسان شده‌است. نخست‌وزیر هند هنگام وقوع حادثه در ایالت گجرات به سر می‌برد. وی با خانواده قربانیان حادثه ابراز همدردی کرده‌است. ۱۴۱ نفر در این حادثه کشته شدند. رسانه‌های محلی به نقل از شماری از مسئولان گزارش داده‌اند که ممکن است حدود ۵۰۰ نفر هنگام ریزش پل بر روی آن در حال نیایش مذهبی بوده باشند.